# 午前3時の無法地帯
『午前3時の無法地帯』（ごぜんさんじのむほうちたい） は、ねむようこによる日本の少女漫画。またはそれを原作としたドラマ作品。祥伝社『FEEL YOUNG』において連載された。
パチンコ専門のデザイン事務所で働く主人公・七瀬ももこの仕事や恋愛模様を描く。

## あらすじ
七瀬ももこは、デザイン系の専門学校を卒業後、イラストレーターを夢見てデザイン事務所『P-DESIGN(株)』へ就職するが、そこはパチンコ専門のデザイン事務所で、ももこの志しとはかけ離れた場所であった。しかも午前3時になっても業務が終わらず、まさに無法地帯と呼べる劣悪な職場だった。同期の社員が環境に耐えられず辞職し、さらに恋人のたもつが浮気をしている疑惑まで浮上。ももこの頭にいよいよ退職がよぎるが、自身が手がけたPOPが評価され、ももこは密かに満足感を覚える。
たもつの部屋へ行ったももこは、彼の浮気現場に遭遇してしまう。ももこは職場へ戻り、いつでも辞められるようにと退職届を用意する。
その後日、ももこはひょんなことから同じ階で働く多賀谷と出会い、昼食を共にする仲になり、次第に惹かれてゆく。職場では次第にやりがいを見出し、自ら退職届を放棄し、少なくとも今はこの職場に居残ると決意を表明、恋に、仕事に奮闘してゆく。

## 登場人物
七瀬 ももこ
主人公。ショートボブヘアの女性。同僚や多賀谷からは｢ももちゃん｣の愛称で親しまれる。
イラストレーターを志し、『P-DESIGN』がパチンコ専門のデザイン事務所とは知らずに入社する。浮き沈みは激しいが、頑張り屋なため日に日に成長していく。
多賀谷 まさし
ももこと同じ階の事務所に務める男性。頻繁にハンチング帽を被っている。偶然知り合ったももこと何度か食事を共にして距離を縮めるが、実は既婚者。
堂本
『P-DESIGN』に務める男性社員。喫煙者。
他の社員と共にふざけることが多い反面、輪嶋ほどではないものの、きちんと部下を叱責する厳しい面も持っている。
瀧
『P-DESIGN』のデザイナーで、ももこの先輩社員。度の強い眼鏡をかけている。
下着を脱ぐことでストレスを解放する癖がある。ももこが入社してからはズボンを脱ぐに留まっていた。これは彼の幼少期の出来事が理由で、本人は正統性を主張しているが、周囲は「露出狂」「変態」と評価している。
真野
『P-DESIGN』の経理担当。セミロングヘアの美人で、新人社員のももこを何かと気遣ってくれる優しい先輩。密かに堂本と交際している。
輪嶋
『P-DESIGN』の営業担当。普段から険しい表情で、高圧的な口調が目立つ。度の越えた叱責で新人が度々辞めてしまい、しばしば疎まれていた。
たもつ
ももこの恋人。アパートで一人暮らしをする学生。知らぬうちに彼の部屋をビジネスホテル代わりにしてしまっていたももこに不満を募らせ、後輩の女子と浮気をする。
遠藤
多賀谷の同僚女性。多賀谷に恋愛感情を持っているが上手くいかず、ももこに対し挑発するような態度をとる。

## 書誌情報
- ねむようこ『午前3時の無法地帯』祥伝社 〈Feelコミックス〉全3巻

1. 2008年12月8日発売 ISBN 978-4-3967-6446-3
2. 2009年4月8日発売 ISBN 978-4-3967-6456-2
3. 2009年9月8日発売 ISBN 978-4-3967-6469-2

## ムービーコミック
2012年12月20日から、BeeTV内のBeeマンガで漫画に声優陣による音声セリフやSE、エフェクト効果を加えたムービーコミックが配信開始された。全15話。このムービーコミックの更新終了と前後して実写ドラマが配信開始された。

### キャスト
- ももこ：桃森すもも
- 多賀谷：うすいたかやす
- 堂本：内田大加宏
- 瀧：田坂秀樹
- 輪島：若杉亨
- たもつ：南雲大輔
- 真野：山口立花子
- 田辺：鈴木卓朗
- 由香：渡辺紗弓

### スタッフ
- 企画：柳崎芳夫、高橋利明
- プロデューサー：龍貴大、平木美和
- 演出：松村千晶
- 協力：祥伝社/FEEL YOUNG
- 映像効果：小垣貴裕、曽根原千秋
- 音響効果：下城義行、山田弘実
- 製作協力：アックス、TIP TOP
- 編成：松井純子
- 宣伝：山崎千晶
- サイト編集：矢野善太郎、寺尾裕美子
- 制作：東通
- 製作：BeeTV

### 主題歌
- moumoon「Butterfly Effect」

## 実写ドラマ
2013年3月20日から、beeTVとdビデオ powered by BeeTVで配信が開始された。全12話。Beeマンガ版の終了の更新前後に配信開始したことで、Beeマンガ版の視聴者をドラマに誘導できたという。

### キャスト
- ももこ：本田翼
- 多賀谷：オダギリジョー
- 輪嶋：青柳翔
- 堂本：和田聰宏
- 瀧：永岡佑
- 遠藤：木南晴夏
- 田辺：宇野祥平
- 真野：河井青葉
- たもつ：碓井将大
- けーこ：藤本泉
- 由香：中別府葵
- はるか：吉永淳
- 山田真歩、逢沢りな、丸高愛実、谷川昭一朗、村岡希美　ほか

### スタッフ
- 監督：山下敦弘、今泉力哉
- 脚本：高田亮
- 音楽：きだしゅんすけ
- 企画・統括プロデューサー：三宅裕士
- プロデューサー：龍貴大、根岸洋之、梅村安
- 制作プロダクション：マッチポイント
- 制作著作：BeeTV

### 主題歌
- moumoon「ネバイナフ」